# The Missing Room
Albums de Moriarty
Gee Whiz But This Is a Lonesome Town
(2007) Fugitives
(2013)
The Missing Room est le deuxième album du groupe franco-américain Moriarty sorti le 25 avril 2011.

## Historique
Cet album est le second du groupe et vient après le succès de Gee Whiz But This Is a Lonesome Town vendu à plus de 150 000 exemplaires. Il est précédé par une tournée de concerts en France débutée en octobre 2010 avant la publication en ligne le 14 mars 2011 et la parution de l'album sur disque le mois suivant. Certains titres ont, dans cette logique, même été enregistrés après les concerts et leur rodage auprès du public. À l'occasion de l'écriture de cet opus, les Moriarty ont décidé de quitter leur maison de disques Naïve, et de fonder leur propre label, Air Rytmo, afin de mieux contrôler leur travail et la publication des albums.
L'album est illustré par quatorze dessins en noir et blanc d'inspiration bande dessinée policière réalisés par Stephan Zimmerli, le contrebassiste du groupe.

## Liste des titres
| No  | Titre                               | Durée |
| --- | ----------------------------------- | ----- |
| 1.  | I Will Do                           | 3:40  |
| 2.  | Isabella                            | 3:49  |
| 3.  | Clementine                          | 3:36  |
| 4.  | Where Is the Light                  | 3:08  |
| 5.  | Beasty Jane                         | 2:48  |
| 6.  | Serial Fields                       | 2:49  |
| 7.  | How Many Tides (After Sean Sellers) | 3:54  |
| 8.  | Sans titre                          | 0:05  |
| 9.  | Decaf                               | 4:06  |
| 10. | Julie Gold's Candy Cane Tale        | 4:34  |
| 11. | Mah-Jong                            | 2:20  |
| 12. | The Dark Line in the Middle of Hope | 4:16  |
| 13. | Roboto Hoshii                       | 2:45  |